# 林连登
林连登（1870年—1963年），字达科，原籍广东省惠来县溪西镇鲁阳村人，马来亚华人富商。

## 生平
幼年在家乡受私塾教育。后开始务农。1893年，移居槟榔屿（现称槟岛），旋往吉打经营农业。1901年，开始经商。1905年，创立泰丰园，经营木薯及橡胶种植业。1910年，创办居林泰和酿酒厂。拥有橡胶园1万余英亩。1916年，创立泰兴号、泰隆号等。曾任华联银行董事长。1923年，回国观光并考察实业。1935年，赴日本及欧美各国游历考察。
1946年，投资兴建隆江新市场，并承建潮普惠公路。1919年，在槟榔屿创建韩江小学，并在家乡修建医院及孤儿院等。历任槟榔屿中华大会堂会长、槟榔屿潮州会馆主席20余年。1934年，倡组马来亚韩江公会联合会，当选首届主席。1938年受封吉打太平局绅，1940年，又受封槟榔屿太平局绅；曾任华人参事局参事、保良局委员等。1949年，马来亚大学创建时捐资5.5万元。1950年，捐资25万元创建韩江中学，任董事长。校内建有铜像以为纪念。又曾任锺灵中学董事长。1953年，向新加坡南洋大学捐资50万元。1958年，获马来亚建国有功之士勋章。
1963年去世，享年93岁。韩江学院为此召开追悼会，并有大量人员前往向其默哀。

## 荣誉
1958年，韩江中学为林连登塑造了一副铜像摆置在校园内。在他逝世后，韩江中学前的一条路便以林连登为名以纪念他对槟城华人社会的贡献。